# Dianthus semenovii
Dianthus semenovii là loài thực vật có hoa thuộc họ Cẩm chướng. Loài này được (Regel & Herder) Vierh. mô tả khoa học đầu tiên năm 1898.